# هیروکی کوننو
هیروکی کوننو (انگلیسی: Hiroki Konno؛ زادهٔ ۱۲ دسامبر ۱۹۷۸) یک هنرپیشه اهل ژاپن است.